# 钵池街道
钵池街道，原为钵池乡，是中华人民共和国江苏省淮安市清江浦区下辖的一个乡镇级行政单位。2018年12月1日，撤销钵池乡，设立钵池街道。以原钵池乡所辖区域为钵池街道行政区域，街道办事处驻山前村境内，办公地址为汕头路18号。区划代码改为320899001。

## 行政区划
钵池街道下辖以下地区：
毛渡社区、山头社区和吕庄社区。